# Iaropolk Vladimirski

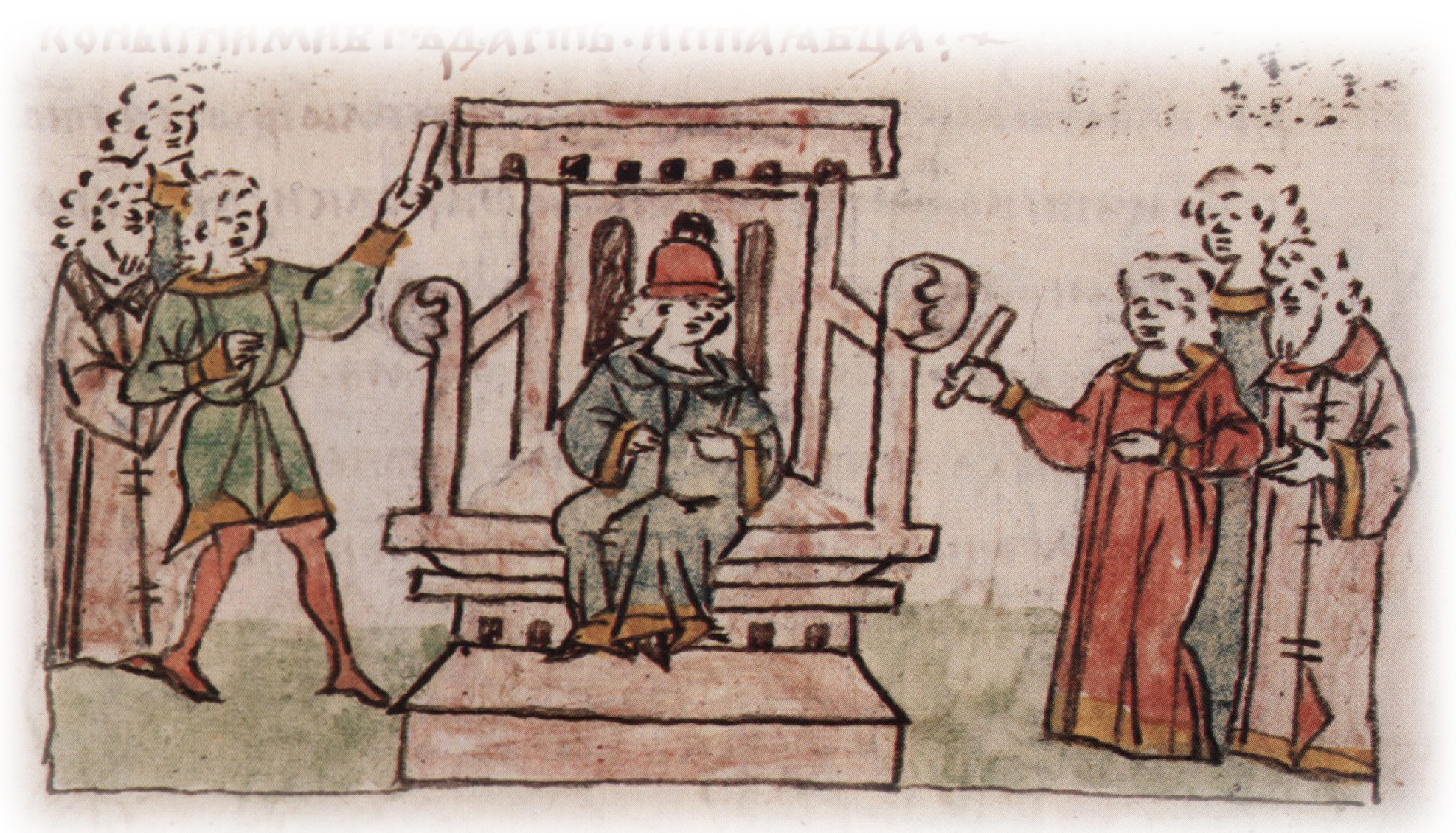
Iaropolk Vladimirski, grand duc de Vladimir

Iaropolk Vladimirski Grand duc de Vladimir en 1175.
Fils de Rostislav Iourevitch prince de Novgorod (1138-1139) et (1141-1142) et de Perieslav (1149-1152) le frère aîné d'André Ier Bogolioubski. il entre en compétition pour le trône de Vladimir avec son oncle Michel Ier Iourievitch. Finalement ce dernier l'emporte.
Iaropolk meurt vers 1196 sans laisser de descendance.